# Clostridium perfringens
Espèce
Clostridium perfringens (anciennement appelé Clostridium welchii ou parfois Bacillus perfringens) est un bacille Gram positif du genre Clostridium. La bactérie est immobile, sporulée et anaérobie stricte. Cette bactérie produit des nécrotoxines, provoquant l'entérite nécrosante. La toxine majeure la plus fréquente est la toxine alpha, essentiellement produite par Clostridium perfringens type A et impliquée dans de très nombreux cas de gangrène chez les animaux, dont l'humain. Seule ou en association avec d'autres toxines, elle cause également des mortalités brutales chez les porcs et les ruminants.

## Rôles pathogènes
Plusieurs espèces de clostridies telluriques et fécales peuvent, lorsqu'elles sont introduites dans des tissus où elles trouvent les conditions d'anaérobiose nécessaires à leur développement, déclencher la gangrène gazeuse. C'est un processus d'infection locale intense, accompagné de phénomènes généraux graves dus aux toxines résorbées.
Il s'agit généralement de plaies profondes, atteignant les plans musculaires et comportant des tissus dévitalisés. Expérimentalement, il faut mille fois moins de clostridies pour déclencher l'infection dans des tissus dévitalisés que dans des tissus normalement irrigués et un million de fois moins s'il y a en outre des corps étrangers.
Une fois déclenché, le processus infectieux entraîne rapidement un cercle vicieux : les toxines nécrosantes augmentent la quantité de tissus dévitalisés (myonécrose) ; les hyaluronidases et collagénases favorisent la propagation des germes dans les tissus ; le dégagement de gaz, en comprimant les vaisseaux sanguins, augmente l'anoxie et l'anaérobiose et supprime l'apport par voie sanguine des substances de défense et antibiotiques, ce qui peut entraîner la nécessité d'amputations importantes.
La gangrène gazeuse peut être produite par différents germes, souvent associés. Les plus importants sont :
- Cl. perfringens (= Cl. welchii) présent dans 95 % des cas ;
- Cl. oedematiens (= Cl. novyi) présent dans 10 % des cas ;
- Cl. septicum (vibrion septique de Pasteur) présent dans 5 % des cas ;
- Cl. histolyticum : peu pathogène à lui seul mais, lorsqu'il est associé à l'un des précédents, il ajoute un élément de gravité par ses fortes propriétés protéolytiques ;
- Cl. sporogenes : peu pathogène, il concourt à l'odeur nauséabonde de ces infections.

Le clostridium perfringens peut en outre être responsable des affections suivantes :
- appendicites gangréneuses ou entérites nécrotiques (surtout type F)
- septicémies survenant surtout comme complications de manœuvres abortives (Cl. perfringens peut être présent dans la flore vaginale de 5 à 20 % des femmes) ou de cancer intestinal. L'hémolysine (lécithinase) du Cl. perfringens est une des seules hémolysines microbiennes à agir in vivo. L'hémoglobine libérée provoque un ictère bronzé (ictère + cyanose) et un blocage rénal menant à l'anurie ;
- toxi-infection alimentaire due à des souches de type A dont les spores sont plus thermorésistantes (pour la majorité des souches, les spores sont vite tuées à 100 °C). Si les bactéries sont présentes dans un plat (typiquement, une viande en sauce, comme du bœuf bourguignon, bœuf en daube, langue…), la cuisson thermoactive la spore (la réveille) et crée une anaérobiose légère (chasse l'air). Lors du refroidissement, s'il est lent, la spore germe et se multiplie extrêmement vite dans la viande cuite. Croissance entre 10 et 52 °C. (optimum 43 °C : t=13 minutes) Une ingestion massive de bactéries avec leur toxine est nécessaire à la TIAC (106/g), il s'agit donc d'une toxi-infection typique. Après ingestion, le passage de l'acide de l'estomac au pH neutre du grêle déclenche la sporulation et la libération d'entérotoxine. Les toxi-infections alimentaires sont généralement bénignes et caractérisées par des douleurs intestinales et diarrhées après une incubation de 6 à 24 heures. Cette diarrhée, douloureuse et très forte (« en chasse d'eau »), est peu dangereuse. Elle commence environ 12 h après le repas contaminé (8-16 heures) et guérit aussi en 12 heures environ[1].

## Propriétés bactériologiques

### Morphologie
Clostridium perfringens se distingue des autres par son immobilité, la présence d'une capsule (peu visible dans les cultures), la très grande rareté de ses spores et un plus grand volume (plus ou moins cinq micromètres sur un).

### Culture
Les colonies sont rondes de plus ou moins 1 mm, fortement hémolytiques sur gélose au sang, lisses pour Cl. perfringens et souvent irrégulières pour les autres. En gélose profonde, il y a une production de gaz abondante. Les espèces se distinguent entre elles par la détermination des sucres fermentés, la production de sulfure d'hydrogène (H2S), la coagulation spongieuse du lait et surtout par les toxines produites.

### Toxines
Cl. perfringens secrète une douzaine d'enzymes et toxines, dont la principale est la toxine alpha caractéristique du type A (le plus fréquent et le plus important en médecine humaine).
Cette toxine alpha est une lécithinase qui exerce les effets suivants :
- hémolyse, aussi bien in vitro qu’in vivo ;
- nécrose tissulaire ;
- action létale par inoculation au cobaye ou à la souris ;
- précipité autour des colonies productrices lorsqu'on les cultive sur une gélose additionnée de jaune d'œuf.

Les autres clostridies pathogènes sécrètent aussi diverses toxines antigéniquement distinctes (lécithinases moins actives que celle du Cl. perfringens, toxines nécrosantes, etc.).

## Méthodes de diagnostic

### Examen microscopique
La présence de bacilles Gram positif, assez gros avec capsule (Cl. perfringens) ou fins avec spores subterminales (autres clostridies) dans un pus d'odeur fétide, permet un diagnostic présomptif.

### Culture
Si l'examen direct a révélé une flore associée, on peut en chauffant à 70 °C éliminer les germes non sporulants. On peut aussi rendre les milieux sélectifs en ajoutant de la néomycine ou de la kanamycine à 100 mg/ml, antibiotiques qui n'inhibent pas les clostridies. Les milieux les plus utilisés sont le milieu de Rosenow, la gélose profonde au thioglycolate, les géloses au jaune d'œuf ou au sang en jarre pour anaérobiose. Culture à 46°c durant 24h 

## Prophylaxie et traitement
La toilette chirurgicale des plaies et l'administration d'antibiotiques (pénicillines, tétracyclines et sulfamidés) avant que ne s'installe le cercle vicieux décrit plus haut (rôles pathogènes) constituent les principales méthodes prophylactiques. Ces mêmes méthodes seront encore employées, quoique moins efficacement, dans le traitement des cas déclarés. On pourra y adjoindre des séjours en oxygène hyperbare dans des caissons étanches.

## Histoire
Pendant la première Guerre mondiale, à l'Ambulance de l'Océan dirigée par Antoine Depage, il y avait de nombreux membres de facultés de médecine mobilisés en tant que réservistes et, outre les soins aux blessés de guerre, la recherche médicale se poursuivait avec publication d'une revue périodique. Plusieurs articles traitant de recherches sur la gangrène gazeuse y ont été publiés sous la plume du médecin chef de service de la section concernée de l'hôpital ; dans leurs titres, le mot « gangrène » n'apparaissait nulle part mais bien les mots Bacillus perfringens.

## Sources